# 너새니얼 딘

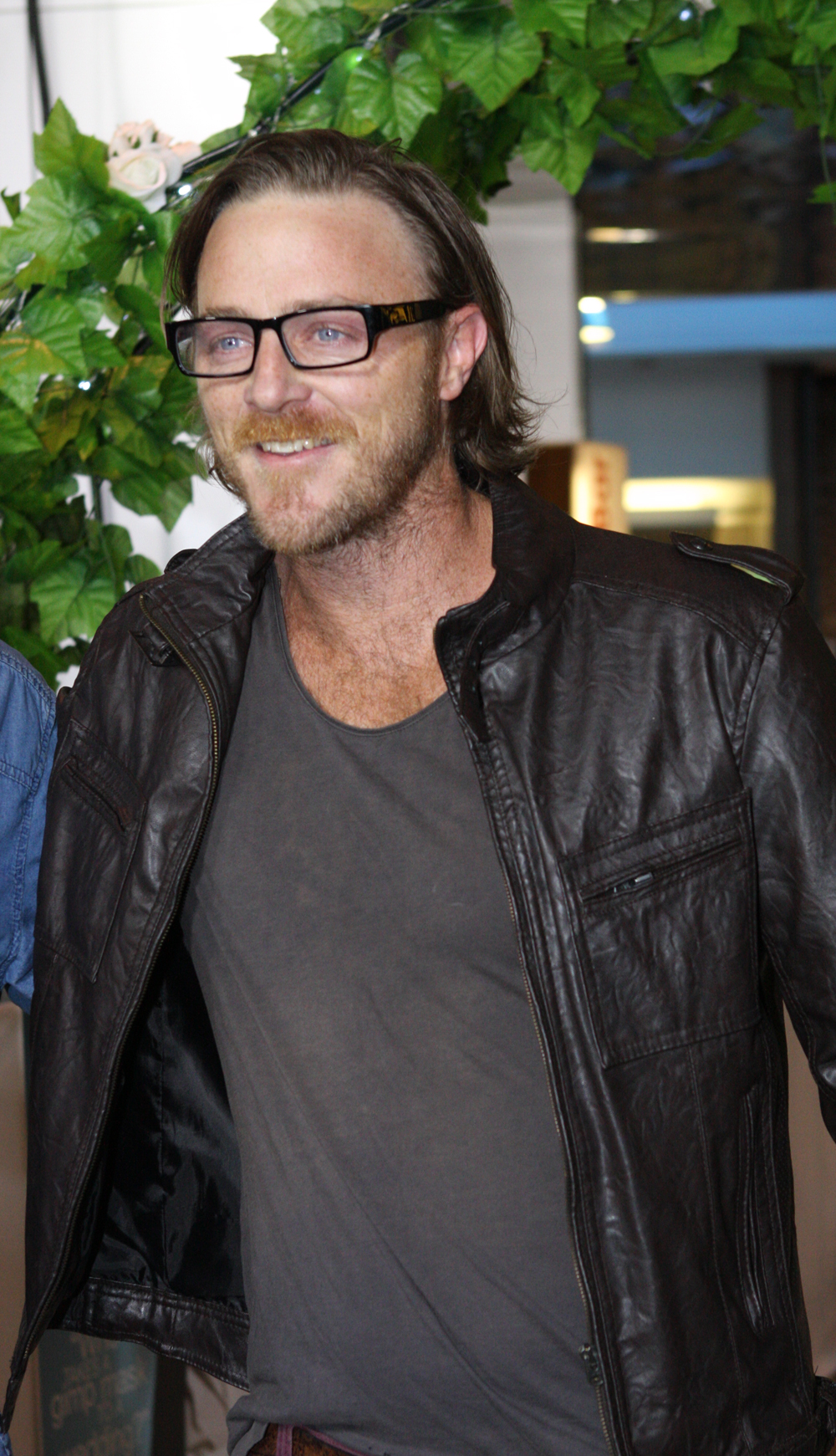

너새니얼 딘(영어: Nathaniel Dean)은 오스트레일리아의 배우이다.

## 영화
- 나이팅게일(2018년)
- 에이리언: 커버넌트 (2017년) - 할렛 역
- 캔디 (2006년)
- 아찔한 십대 (2004년)
- 잔잔한 호수 위의 파문 (2003년)
- 올 세인츠 (1998년)
- 홈 앤 어웨이 (1988년) - 스콧 필립스 역